# 鹃鵙属
鹃鵙属（学名：Campephaga）是雀形目山椒鸟科下的一属，下有5个物种：
- 黑鹃鵙
- 加纳鹃鵙
- 鹂鹃鵙
- 红腹鹃鵙
- 红肩鹃鵙
- 紫喉鹃鵙